# 3 000 mètres masculin aux championnats du monde d'athlétisme en salle 2016
Pour un article plus général, voir Championnats du monde d'athlétisme en salle 2016.
Navigation
2014 2018
Le 3 000 mètres masculin des championnats du monde en salle 2016 s'est déroulé les 18 et 20 mars 2016 à Portland, aux États-Unis.

## Faits marquants
Les deux premiers kilomètres de la finale sont parcourus sur un train modéré et sont atteints en 5 min 43 s. Le tenant du titre Caleb Ndiku et le Djiboutien Youssouf Bachir continuent à mener durant deux tours, avant que l'Éthiopien Yomif Kejelcha ne prenne la tête à 400 m du but et ne soit plus rejoint. L'Américain Ryan Hill prend la deuxième place avec 4 centièmes d'avance sur le Kenyan Augustine Kiprono Choge. Le temps du dernier kilomètre est 2 min 22 s 88.

## Meilleures performances mondiales en 2016
Les meilleures performances mondiales en 2016 avant les Championnats du monde en salle sont :
|   | Athlète                 | Pays       | Marque        | Lieu       | Date            |
| - | ----------------------- | ---------- | ------------- | ---------- | --------------- |
| 1 | Dejen Gebremeskel       | Éthiopie   | 7 min 38 s 03 | Boston     | 28 février 2016 |
| 2 | Ryan Hill               | États-Unis | 7 min 38 s 60 | Portland   | 11 mars 2016    |
| 3 | Hassan Mead             | États-Unis | 7 min 38 s 85 | New York   | 20 février 2016 |
| 4 | Paul Kipkemoi Chelimo   | États-Unis | 7 min 39 s 00 | Portland   | 11 mars 2016    |
| 5 | Abdalaati Iguider       | Maroc      | 7 min 39 s 05 | Stockholm  | 17 février 2016 |
| 6 | Yomif Kejelcha          | Éthiopie   | 7 min 39 s 11 | Stockholm  | 17 février 2016 |
| 7 | Augustine Kiprono Choge | Kenya      | 7 min 39 s 23 | Düsseldorf | 3 février 2016  |

## Médaillés
| Or             | Argent    | Bronze          |
| Yomif Kejelcha | Ryan Hill | Augustine Choge |

## Résultats

### Finale
| Rang               | Athlète                   | Nationalité | Temps         | Notes |
| ------------------ | ------------------------- | ----------- | ------------- | ----- |
| Médaille d'or      | Yomif Kejelcha            | Éthiopie    | 7 min 57 s 21 |       |
| Médaille d'argent  | Ryan Hill                 | États-Unis  | 7 min 57 s 39 |       |
| Médaille de bronze | Augustine Kiprono Choge   | Kenya       | 7 min 57 s 43 |       |
| 4                  | Abdalaati Iguider         | Maroc       | 7 min 58 s 04 |       |
| 5                  | Caleb Mwangangi Ndiku     | Kenya       | 7 min 58 s 81 |       |
| 6                  | Lee Emanuel               | Royaume-Uni | 8 min 00 s 70 |       |
| 7                  | Paul Kipkemoi Chelimo     | États-Unis  | 8 min 00 s 76 |       |
| 8                  | Isiah Kiplangat Koech     | Kenya       | 8 min 01 s 70 |       |
| 9                  | Mohammed Ahmed            | Canada      | 8 min 07 s 96 |       |
| 10                 | Youssouf Hiss Bachir (en) | Djibouti    | 8 min 08 s 87 |       |
| 11                 | Brett Robinson            | Australie   | 8 min 11 s 11 |       |
| 12                 | Yenew Alamirew            | Éthiopie    | 8 min 12 s 54 |       |

### Séries
| Rang | Série | Nom                     | Nationalité  | Temps         | Notes |
| ---- | ----- | ----------------------- | ------------ | ------------- | ----- |
| 1    | 1     | Yomif Kejelcha          | Éthiopie     | 7 min 51 s 01 | Q     |
| 2    | 2     | Abdalaati Iguider       | Maroc        | 7 min 51 s 65 | Q     |
| 3    | 1     | Augustine Kiprono Choge | Kenya        | 7 min 51 s 77 | Q     |
| 4    | 1     | Youssouf Hiss Bachir    | Djibouti     | 7 min 52 s 08 | Q     |
| 5    | 1     | Ryan Hill               | États-Unis   | 7 min 52 s 13 | Q     |
| 6    | 2     | Isiah Kiplangat Koech   | Kenya        | 7 min 52 s 64 | Q     |
| 7    | 2     | Paul Kipkemoi Chelimo   | États-Unis   | 7 min 53 s 00 | Q     |
| 8    | 2     | Lee Emanuel             | Royaume-Uni  | 7 min 53 s 18 | Q SB  |
| 9    | 2     | Caleb Mwangangi Ndiku   | Kenya        | 7 min 53 s 21 | q     |
| 10   | 1     | Brett Robinson          | Australie    | 7 min 53 s 51 | q     |
| 11   | 2     | Yenew Alamirew          | Éthiopie     | 7 min 53 s 65 | q     |
| 12   | 2     | Mohammed Ahmed          | Canada       | 7 min 53 s 66 | q     |
| 13   | 2     | Collis Birmingham       | Australie    | 7 min 54 s 51 | SB    |
| 14   | 1     | Cameron Levins          | Canada       | 7 min 54 s 81 |       |
| 15   | 1     | Tom Farrell             | Royaume-Uni  | 7 min 59 s 77 |       |
| 16   | 1     | Kemoy Campbell          | Jamaïque     | 8 min 00 s 22 |       |
| 17   | 2     | Víctor García           | Espagne      | 8 min 25 s 62 |       |
| 18   | 1     | Adilet Kyshtabekov      | Kirghizistan | 8 min 44 s 77 |       |

## Légende
Records et Performances
- AR : Record continental (area record)
- CR : Record des championnats (championship record)
- MR : Record du meeting (meet record)
- NR : Record national (national record)
- OR : Record olympique (olympic record)
- PR : Record paralympique (paralympic record)
- PB : Record personnel (personal best)
- SB : Meilleure performance personnelle de la saison (season's best)
- WL : Meilleure performance mondiale de l'année (world leader)
- WJR : Record du monde junior (world junior record)
- WR : Record du monde (world record)

Circonstances et Conditions
- DNF : N'a pas terminé (did not finish)
- DNS : N'a pas pris le départ (did not start)
- DQ : Disqualification (disqualification)
- NM : Aucun essai valable enregistré (No Mark)
- Q : Qualifié « directement » au prochain tour (ou à la prochaine compétition), lors d'une compétition majeure, grâce au classement ou à la réalisation des minima (automatic qualifier)
- q : Qualifié au prochain tour (ou à la prochaine compétition), lors d'une compétition majeure, grâce au repêchage ou à la réalisation de l'une des meilleures performances parmi celles des « non qualifiés directement » (grâce au meilleur temps ou à la meilleure distance par exemple) (secondary qualifier)